# Rhynchonereella angelini
Rhynchonereella angelini är en ringmaskart som beskrevs av Johan Gustaf Hjalmar Kinberg 1866. Rhynchonereella angelini ingår i släktet Rhynchonereella, och familjen Alciopidae. Arten har ej påträffats i Sverige.